# 자야 아산
자야 아산(벵골어: জয়া আহসান, 1983년 7월 1일 ~ )은 방글라데시의 배우, 영화 프로듀서, 모델이다. 방글라데시 국립 영화상 여우주연상 3회(2011, 2012, 2015) 수상자이다.